# Херој улице (филм из 1986)
„Херој улице” је југословенски ТВ филм из 1986. године. Режирао га је Милан Плетл а сценарио је написао Лада Мартинац.

## Улоге
| Глумац              | Улога        |
| ------------------- | ------------ |
| Милан Штрљић        |              |
| Предраг Томановић   | Лука Јерман  |
| Александар Гајин    |              |
| Душан Радовић       | Жељко        |
| Душица Жегарац      | Лукина мајка |
| Биљана Кескеновић   |              |
| Снежана Богдановић  | Љиља         |
| Миа Беговић         | Дијана       |
| Славка Јеринић      |              |
| Тихомир Станић      | Инспектор    |
| Гордана Бјелица     |              |
| Стеван Гардиновачки | Друг Јовић   |

Остале улоге ▼
| Глумац           | Улога |
| ---------------- | ----- |
| Јан Макан        |       |
| Мариола Фотез    |       |
| Душан Роквић     |       |
| Радоје Чупић     |       |
| Дарко Пилиповић  |       |
| Иван Беленовић   |       |
| Златица Ратковић |       |